# Schweizerische Dampfboot-Aktiengesellschaft
Die Schweizerische Dampfboot-Aktiengesellschaft war eine 1850 in Schaffhausen als kantonales Unternehmen gegründete Schifffahrtsgesellschaft. Sie übernahm den bis dahin von der Konstanzer Dampfschiffahrtsgesellschaft für den Bodensee und Rhein betriebenen Schiffsverkehr von Schaffhausen nach Konstanz und verkehrte auch auf dem Obersee. Als die Schweizerische Nordostbahn (NOB) 1856 die Bahnstrecke Winterthur–Romanshorn fertiggestellt hatte, baute sie in Romanshorn den bis heute grössten Bodenseehafen. Die Dampfboot-AG wurde am 1. Januar 1857 von der Nordostbahn übernommen.
Die im gleichen Jahr von der NOB eröffnete Rheinfallbahn von Winterthur nach Schaffhausen führte zu einer Konkurrenz des Schiffsverkehrs. Als die NOB 1863 den Schiffsverkehr zwischen Schaffhausen und Konstanz einstellte, regten sich in der Bevölkerung Proteste. Bereits ein Jahr später wurde die Schweizerische Dampfbootgesellschaft für den Untersee und Rhein gegründet, die heute als Schweizerische Schifffahrtsgesellschaft Untersee und Rhein firmiert.

## Flotte
| Schweizerische Dampfboot-Aktiengesellschaft | Schweizerische Dampfboot-Aktiengesellschaft                                                               | Schweizerische Dampfboot-Aktiengesellschaft                                                               | Schweizerische Dampfboot-Aktiengesellschaft                                                               | Schweizerische Dampfboot-Aktiengesellschaft                                                               |
| ------------------------------------------- | --- | --- | --- | --- |
| Schiffsname                                 | Stadt Schaffhausen                                                                                        | Rhein | St. Gallen                                                                                                | Bodan |
| Schiffsdaten                                | | | | |
| Flagge                                      | Schweiz                                                                                                   | Schweiz                                                                                                   | Schweiz                                                                                                   | Schweiz                                                                                                   |
| Schiffstyp                                  | Raddampfer                                                                                                | Raddampfer                                                                                                | Raddampfer                                                                                                | Raddampfer                                                                                                |
| Heimathafen                                 | Schaffhausen ab 1863 Romanshorn                                                                           | Schaffhausen ab 1863 Romanshorn                                                                           | Schaffhausen ab 1863 Romanshorn                                                                           | Schaffhausen ab 1863 Romanshorn                                                                           |
| Eigner                                      | Schweizerische Dampfboot-AG ab 1856 Schweizerische Nordostbahn Bodan ab 1902: Schweizerische Bundesbahnen | Schweizerische Dampfboot-AG ab 1856 Schweizerische Nordostbahn Bodan ab 1902: Schweizerische Bundesbahnen | Schweizerische Dampfboot-AG ab 1856 Schweizerische Nordostbahn Bodan ab 1902: Schweizerische Bundesbahnen | Schweizerische Dampfboot-AG ab 1856 Schweizerische Nordostbahn Bodan ab 1902: Schweizerische Bundesbahnen |
| Bauwerft                                    | Robinson & Russel, London                                                                                 | Escher Wyss & Cie., Zürich                                                                                | Escher Wyss & Cie., Zürich                                                                                | Escher Wyss & Cie., Zürich                                                                                |
| Indienststellung                            | 1851 | 1852 | 1853 | 1854 |
| Ausserdienststellung                        | 1892 | 1885 | 1898 | 1907 |
| Verbleib                                    | abgebrochen                                                                                               | abgebrochen                                                                                               | abgebrochen                                                                                               | abgebrochen                                                                                               |
| Schiffsmasse und Besatzung                  | | | | |
| Länge                                       | 45,45 m                                                                                                   | 45,60 m                                                                                                   | 45,45 m                                                                                                   | 46,00 m                                                                                                   |
| Breite                                      | 8,83 m | 9,10 m | 9,20 m | 9,00 m |
| Tiefgang                                    | 1,00 m | 0,91 m | 1,03 m | 1,35 m |
| Verdrängung                                 | – | 123 t | 123 t | 149,6 t                                                                                                   |
| Maschinenanlage                             | | | | |
| Maschinen- leistung                         | 260 PS | 160 PS | 160 PS | 254 PS |
| Höchst- geschwindigkeit                     | 19,5 km/h                                                                                                 | 20,0 km/h                                                                                                 | 20,0 km/h                                                                                                 | 21,5 km/h                                                                                                 |
| Transportkapazität                          | | | | |
| Zugelassene Personenzahl                    | 300 | 300 | 400 | 200 |

Die Schweizerische Dampfboot-AG stellte von 1851 bis 1854 vier Glattdeckdampfer in Dienst. Nach der Übernahme durch die NOB wurden im Laufe der Zeit immer mehr Schiffe von Schaffhausen auf den Obersee abgezogen. Ab etwa 1860 an verkehrte nur noch ein Schiff auf der Untersee- und Hochrheinstrecke.
Wegen der zusätzlichen Konkurrenz durch die 1863 eröffnete Bahnstrecke Waldshut–Konstanz stellte die NOB im gleichen Jahr den Schiffsbetrieb auf dem Rhein ein und verlegte das letzte der vier Dampfschiffe nach Romanshorn.

### GD Stadt Schaffhausen

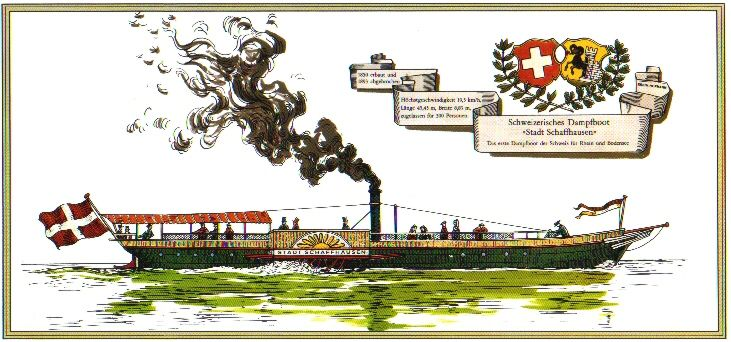
Glattdeckdampfschiff Stadt Schaffhausen

Die Stadt Schaffhausen aus dem Jahr 1851 war das erste schweizerische Bodenseedampfschiff. Mit einer für damalige Verhältnisse leistungsstarken Maschine von 260 PS erreichte das Schiff in stehenden Gewässern eine Geschwindigkeit von 19,5 km/h. Mit diesem Dampfer war es erstmals möglich, in einem Tag von Schaffhausen über Konstanz nach Rorschach oder Lindau zu fahren.
Im Winter 1862/63 erhielt sie eine neue Dampfmaschine, nachdem die ursprüngliche Maschine bereits 1861 ausgebaut worden war und das Schiff einige Zeit als Schleppkahn gedient hatte.
1892 wurde die Stadt Schaffhausen aus dem Betrieb genommen und 1893 abgebrochen. Als Ersatz wurde im gleichen Jahr der SD Säntis in Dienst gestellt.

### GD Rhein

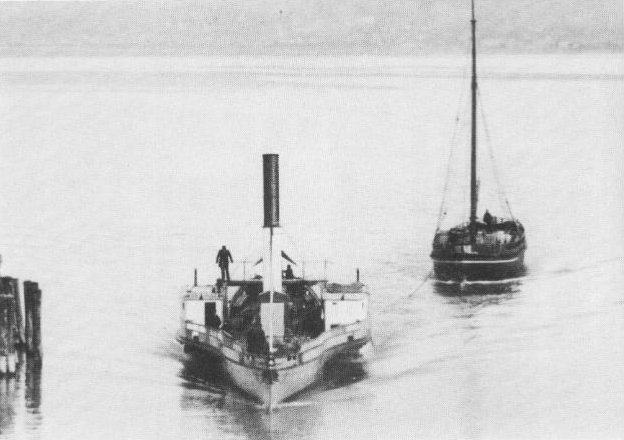
GD Rhein mit einem Schleppkahn vor dem Lindauer Hafen

Der Güter- und Personenverkehr florierte so gut, dass die Flotte um weitere Dampfschiffe vergrössert werden konnte. Die Rhein wurde wie die nachfolgend beschriebenen Schiffe von Escher Wyss & Cie. in Zürich gebaut und 1852 dem Betrieb übergeben. 1885 wurde sie ausser Dienst gestellt und 1887 abgebrochen, weil sich eine Überholung nicht mehr lohnte. Als Ersatz wurde 1887 die Helvetia dem Verkehr übergeben.

### GD St. Gallen

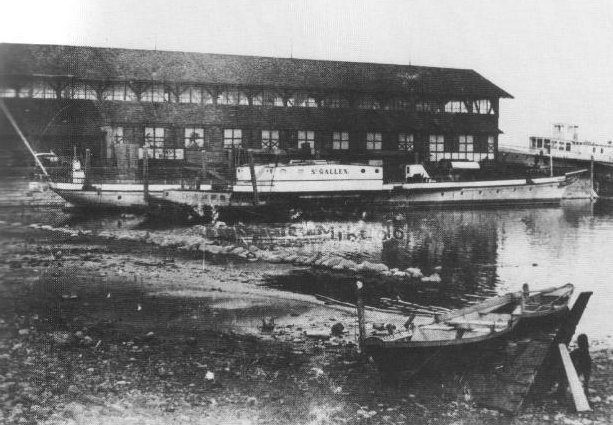
GD St. Gallen bei seinem Abbruch vor der Romanshorner Werft im Jahr 1898

Die St. Gallen wurde 1853 in Dienst gestellt. 1873 wurde ihre Maschine umgebaut, und im Winter 1880/81 wurden bei einem Umbau die Kajüten vergrössert.
1892 wurde die St. Gallen wie die Stadt Schaffhausen in die Reserve gestellt und 1898 ausser Dienst gestellt und abgebrochen. Als Ersatz beschaffte die NOB das SD St. Gotthard.

### GD Bodan

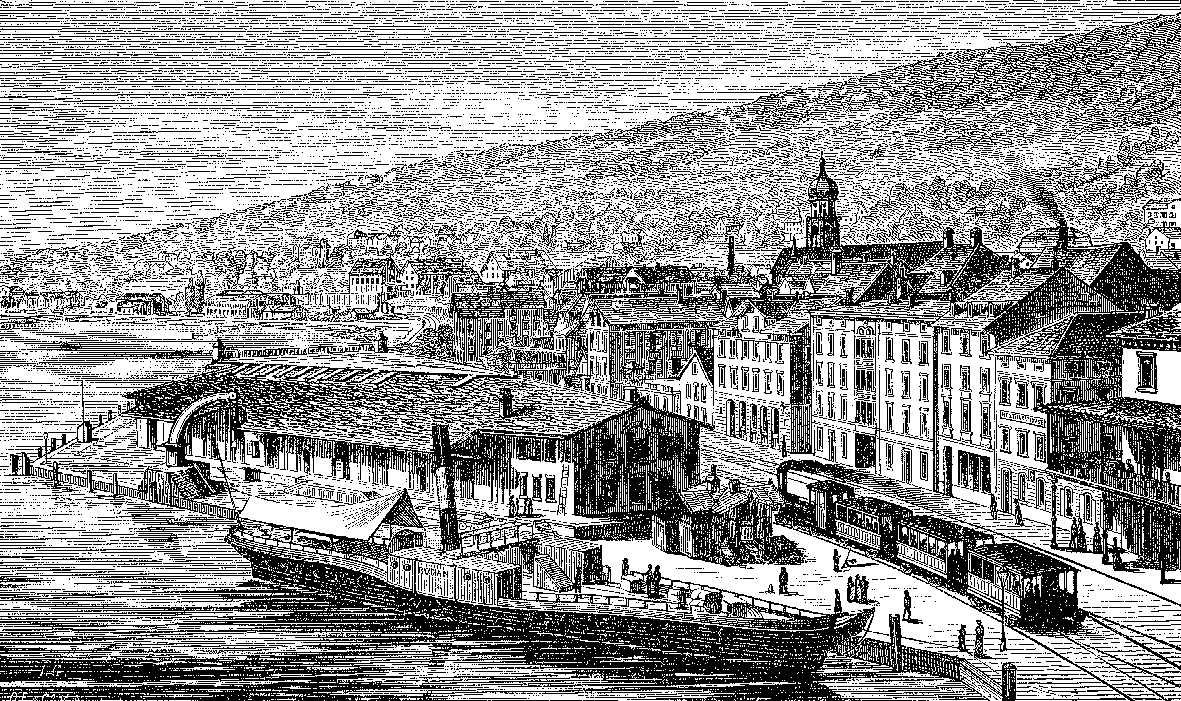
Die Boda um etwa 1880 in Rorschach

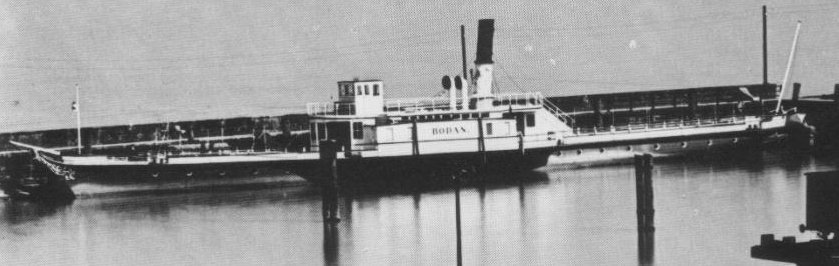
Das Dampfschiff Bodan um 1900 im Endzustand

Die Bodan wurde 1854 als letztes der vier Schiffe der Dampfboot-AG in Dienst gestellt. Am 15. Januar 1871 kollidierte sie gegen 22 Uhr bei dichtem Nebel mit der Frauenbadeanstalt von Lindau. Dabei wurde der als Bugwache postierte Matrose getötet.
1874 und 1890 wurde die Maschine umgebaut und erneuert. 1896 wurde auf der Bodan ein Promenadendeck aufgebaut. 1907 wurde sie ausser Dienst gestellt und abgebrochen. Als Ersatz dienten die beiden 1905 und 1906 in Betrieb genommenen SD St. Gallen und Rhein.

### Namensgebung
Namensgeber der Schiffe waren:
- die Stadt Schaffhausen, wo sich der Heimathafen der Dampfboot-AG befand
- der Rhein, der zwischen Schaffhausen und Stein am Rhein von den Schiffen der Dampfboot-AG befahren wurde
- der am Bodensee anliegende Kanton St. Gallen
- die Ortschaft Bod(m)an, die ihrerseits als Namensgeberin für den Bodensee diente